# IBU Cup
Ne doit pas être confondu avec Coupe du monde de biathlon.
L'IBU Cup, anciennement appelée Coupe d'Europe de Biathlon jusqu'en 2008, est une compétition de biathlon organisée chaque année par l'Union internationale de biathlon. C'est une compétition de niveau immédiatement inférieur à la Coupe du monde.
La première édition masculine s'est déroulée en 1987-1988 tandis que la première édition féminine officielle eut lieu en 1982-1983, la Coupe d'Europe féminine étant considérée comme la Coupe du monde féminine jusqu'en 1987.
La compétition consiste en une série d'épreuves hommes, femmes et mixtes organisées entre la fin d'une année civile et le début de la suivante, ce qui explique la dénomination officielle d'une édition particulière sur deux années. L'addition de points sur la saison détermine les classements généraux et les classements par spécialités servant à récompenser les vainqueurs de l'IBU Cup.

## Organisation
L'IBU Cup se déroule sur plusieurs étapes organisées habituellement à travers l'Europe, parfois sur d'autres continents comme l'Amérique du Nord. Elles comportent la plupart du temps deux ou trois épreuves, réparties en principe du mercredi au dimanche. Débutant à la fin du mois de novembre et se terminant au mois de mars, une saison d'IBU Cup comprend environ entre 15 et 20 épreuves individuelles.
Les championnats d'Europe de biathlon sont pour l'IBU Cup ce que représentent les championnats du monde pour la Coupe du monde. Ils sont organisés tous les ans vers le mois de février et rapportent des points pour l'IBU Cup.

### Biathlètes au départ d'une course
| Nombre maximal de biathlètes par fédération nationale | Nombre maximal de biathlètes par fédération nationale | Nombre maximal de biathlètes par fédération nationale | Nombre maximal de biathlètes par fédération nationale | Nombre maximal de biathlètes par fédération nationale |
| ----------------------------------------------------- | ----------------------------------------------------- | ----------------------------------------------------- | ----------------------------------------------------- | ----------------------------------------------------- |
| Rang du pays dans la Coupe des nations                | 1 – 5                                                 | 6 – 10                                                | 11 – 20                                               | 21 +                                                  |
| Nombre de places                                      | 6                                                     | 5                                                     | 4                                                     | 3                                                     |

## Attribution des points
Le système d'attribution a évolué au fil du temps. Depuis 2008, les quarante premiers biathlètes classés de chaque épreuve marquent des points. Le barème est le même que celui appliqué en Coupe du monde.
| Place  | 1  | 2  | 3  | 4  | 5  | 6  | 7  | 8  | 9  | 10 | 11 | 12 | 13 | 14 | 15 | 16 | 17 | 18 | 19 | 20 | 21 | 22 | 23 | 24 | 25 | 26 | 27 | 28 | 29 | 30 | 31 | 32 | 33 | 34 | 35 | 36 | 37 | 38 | 39 | 40 |
| ------ | -- | -- | -- | -- | -- | -- | -- | -- | -- | -- | -- | -- | -- | -- | -- | -- | -- | -- | -- | -- | -- | -- | -- | -- | -- | -- | -- | -- | -- | -- | -- | -- | -- | -- | -- | -- | -- | -- | -- | -- |
| Points | 90 | 75 | 60 | 50 | 45 | 40 | 36 | 34 | 32 | 31 | 30 | 29 | 28 | 27 | 26 | 25 | 24 | 23 | 22 | 21 | 20 | 19 | 18 | 17 | 16 | 15 | 14 | 13 | 12 | 11 | 10 | 9  | 8  | 7  | 6  | 5  | 4  | 3  | 2  | 1  |

En fin de saison, le biathlète totalisant le plus grand nombre de points remporte l'IBU Cup et est récompensé par un gros globe de cristal, comme en Coupe du monde. Les vainqueurs des classements par discipline remportent quant à eux un petit globe de cristal.

## Palmarès

### Hommes
| Saison    | Premier              | Deuxième            | Troisième         |
| --------- | -------------------- | ------------------- | ----------------- |
| 2008-2009 | Christoph Knie       | Hans Martin Gjedrem | Carsten Pump      |
| 2009-2010 | Daniel Graf          | Toni Lang           | Christoph Knie    |
| 2010-2011 | Victor Vassiliev     | Florian Graf        | Martin Eng        |
| 2011-2012 | Benedikt Doll        | Maxim Burtasov      | Erik Lesser       |
| 2012-2013 | Victor Vassiliev (2) | Daniel Böhm         | Benedikt Doll     |
| 2013-2014 | Alexey Slepov        | Timofey Lapshin     | Benedikt Doll     |
| 2014-2015 | Florian Graf         | Antonin Guigonnat   | Johannes Kuehn    |
| 2015-2016 | Matvey Eliseev       | Florian Graf        | Petr Pashchenko   |
| 2016-2017 | Alexey Volkov        | Aleksandr Loginov   | Antonin Guigonnat |
| 2017-2018 | Vetle Christiansen   | Fredrik Gjesbakk    | Petr Pashchenko   |
| 2018-2019 | Anton Babikov        | Lucas Fratzscher    | Aristide Begue    |
| 2019-2020 | Lucas Fratzscher     | Endre Stroemsheim   | Kirill Streltsov  |
| 2020-2021 | Filip Fjeld Andersen | Philipp Nawrath     | Sivert Bakken     |
| 2021-2022 | Erlend Bjøntegaard   | Håvard Bogetveit    | Sverre Aspenes    |
| 2022-2023 | Endre Strømsheim     | Lucas Fratzscher    | Vebjørn Sørum     |
| 2023-2024 | Mats Øverby          | Johan-Olav Botn     | Martin Nevland    |
| 2024-2025 | Isak Frey            | Sivert Bakken       | Johan-Olav Botn   |

### Femmes
| Saison    | Premier                 | Deuxième                | Troisième            |
| --------- | ----------------------- | ----------------------- | -------------------- |
| 2008-2009 | Natalia Sokolova        | Juliane Döll            | Romy Beer            |
| 2009-2010 | Sabrina Buchholz (3)    | Natalia Sokolova        | Carolin Hennecke     |
| 2010-2011 | Franziska Hildebrand    | Nadine Horchler         | Ekaterina Shumilova  |
| 2011-2012 | Maren Hammerschmidt     | Marina Korovina         | Juliane Döll         |
| 2012-2013 | Anastasia Zagoruiko     | Evi Sachenbacher-Stehle | Jori Mørkve          |
| 2013-2014 | Anastasia Zagoruiko (2) | Valentina Nazarova      | Nadine Horchler      |
| 2014-2015 | Anna Nikulina           | Karolin Horchler        | Olga Iakushova       |
| 2015-2016 | Nadine Horchler         | Svetlana Sleptsova      | Galina Nechkasova    |
| 2016-2017 | Daria Virolaynen        | Anna Nikulina           | Karolin Horchler     |
| 2017-2018 | Karolin Horchler        | Chloé Chevalier         | Nadine Horchler      |
| 2018-2019 | Victoria Slivko         | Nadine Horchler         | Ingela Andersson     |
| 2019-2020 | Elisabeth Högberg       | Ekaterina Glazyrina     | Anastasiia Porshneva |
| 2020-2021 | Vanessa Voigt           | Karoline Erdal          | Emilie Kalkenberg    |
| 2021-2022 | Lou Jeanmonnot          | Ragnhild Femsteinevik   | Elisabeth Högberg    |
| 2022-2023 | Tilda Johansson         | Gilonne Guigonnat       | Paula Botet          |
| 2023-2024 | Océane Michelon         | Jenny Enodd             | Karoline Erdal       |
| 2024-2025 | Camille Bened           | Voldiya Galmace-Paulin  | Paula Botet          |